# 심양홍
심양홍(본래 1944년 1월 14일 ~ )은 대한민국의 배우이다.

## 생애
- 강원도 정선에서 출생하여 지난날 한때 강원도 춘천에서 잠시 유아기를 보낸 적이 있는 그는 서울에서 성장하였으며 1965년 연극배우 첫 데뷔하였고 육군 사병 복무를 한 이후 1972년 MBC 문화방송 공채 5기 성우로 정식 데뷔하였으며 1981년 MBC 문화방송 TV 시리즈에 첫 출연하였다.
- 유진산 전직 신민당 당수 역할 전문 배우이기도 했다.

## 학력
- 1962년 서울고등학교 졸업
- 1963년 해군사관학교 중퇴
- 1968년 서울대학교 문리과대학 국어국문학과 학사

## 출연작

### TV 시리즈
- 1981년 : 《전원일기》(MBC)
- 1981년 : 《제1공화국》(MBC) - 옥계 유진산 역
- 1983년 :
  - 《야망의 25시》(MBC)
  - 《3840 유격대》(MBC)
  - 《간난이》(MBC)
- 1985년 :
  - 《새벽》(KBS1)
  - 《고향》(KBS1)
- 1986년 :
  - 《첫사랑》(MBC)
  - 《한지붕 세가족》(MBC)
- 1988년
  - 《원미동 사람들》(MBC)
- 1989년 :
  - 《황제를 위하여》(MBC)
  - 《제5열》(MBC)
  - 《제2공화국》(MBC) - 유진산 역
  - 《사랑은 구름을 비로 내리고》(MBC)
- 1990년 :
  - 《각시방에 사랑 열렸네》(MBC) - 이상훈 부 역
  - 《대원군》(MBC) ... 민영목 역
- 1991년 :
  - 《사랑이 뭐길래》(MBC) - 학준 역
  - 《까치 며느리》(MBC) - 강민호 역
  - 《도시인》(MBC)
- 1992년 :
  - 《대리인》(KBS1)
- 1993년 :
  - 《제3공화국》(MBC) - 유진산 역
  - 《엄마의 바다》(MBC) - 상규 부 역
- 1994년 :
  - 《폴리스》(KBS2)
  - 《이 여자가 사는 법》(SBS)
  - 《종합병원》(MBC) - 일반외과 과장 황지만 역
  - 《MBC 베스트극장 - 조개탕 끓이는 남자》(MBC) ... 허만평의 스승 역
- 1995년 :
  - 《호텔》(MBC)
  - 《한울타리》(KBS1)
  - 《째즈》(SBS)
  - 《아파트》(MBC) - 응보 부 역
  - 《코리아게이트》(SBS) - 김한조 역
  - 《김구》(KBS1)
- 1996년 :
  - 《가슴을 열어라》(MBC) - 유상원 역
  - 《며느리 삼국지》(KBS2)
  - 《오늘은 남동풍》(KBS2)
- 1997년 :
  - 《시트콤 남자 셋 여자 셋》(MBC) - 신동엽의 아버지이며 서권순의 남편인 내과 전문의이며 내과 개업의 및 의학박사 신양홍 前 동부대학교 의과대학 겸임교수 역으로 비고정 출연
  - 《아름다운 그녀》(SBS)
  - 《파랑새는 있다》(KBS2) - 심 사장 역
  - 《그대 그리고 나》(MBC) - 윤현수 역
- 1998년 :
  - 《애드버킷》(MBC) - 신화로펌 변호사 역
  - 《사랑과 성공》(MBC) - 이 원장 역
  - 《삼김시대》(SBS) - 유진산 역
  - 《순풍 산부인과》(SBS) ... 프랑스어 강사 고희찬(임명규 분)의 간접 주선을 받은 후 박영규를 영어 강사 초빙하였다가 전임 영어 강사 장미화 강사에게 되레 봉변을 사는 서울 JKA 어학원 원장 심양홍 역으로 단역
  - 《적과의 동거》(MBC)
  - 《해바라기》(MBC) - 전 신경외과 과장 / 병원장 역
- 1999년 :
  - 《지금은 사랑할 때》(SBS) - 강대성 역
  - 《사람의 집》(KBS1) - 김억만 역
  - 《학교 2》(KBS2)
  - 《퀸》(SBS)
- 2000년 :
  - 《시트콤 세 친구》(MBC) - 선향단식원 원장 심양홍 역으로 카메오 단역
  - 《착한 남자》(SBS) - 이춘식 역
  - 《당신 때문에》(MBC) - 장만용 역
  - 《내일은 맑음》(KBS2)
- 2001년 :
  - 《대추나무 사랑걸렸네》(KBS1) - 현욱 역. 야생초를 키우는 농부로 나옴.
  - 《가을에 만난 남자》(MBC) - 한병준 역
  - 《그 여자네 집》(MBC) - 태수 부 역
  - 《매일 그대와》(MBC) - 조평근 역
- 2002년 : 
  - 《로망스》(MBC) - 김대건 역
  - 《얼음꽃》(SBS) - 강두호 역
- 2003년 : 《눈사람》(MBC) - 필승 부 역
- 2004년 : 《불새》(MBC) - 미란 부 역
- 2005년 : 《고향역》(KBS1) - 송덕배 역
- 2006년 : 《성 김대건》(평화방송) - 조만영 역
- 2008년 :
  - 《식객》(SBS) - 주희 부친 윤 회장 역
  - 《종합병원 2》(MBC) - 성의대학교병원 부원장 황지만 역
  - 《땀의 순교자 탁덕 최양업》(평화방송) - 마리노 역
- 2009년 :
  - 《세 남자》(tvN)
  - 《인연만들기》(MBC) - 강 회장 역
- 2010년 :
  - 《민들레 가족》(MBC) - 부회장 역
  - 《동정부부 요안 루갈다》(평화방송) - 종중어른 역
- 2011년 :
  - 《짝패》(MBC) - 포도대장 역
  - 《인수대비》(JTBC) - 황보 인 역
- 2011년~2012년 :
  - 《오작교 형제들》(KBS2) - 김미숙이 일하는 식당 주인 역 (특별출연)
- 2014년 :《순금의 땅》(KBS2) - 백 회장 역

### 영화
- 1990년 : 《물 위를 걷는 여자》
- 1991년 :
  - 《별이 빛나는 밤에》 - 최 선생 역
  - 《맨발에서 벤츠까지》 - 회장 역
- 1993년 :
  - 《사랑하고 싶은 여자 & 결혼하고 싶은 여자》 - 국장 역
  - 《투캅스》 - 이동규 총경 서초경찰서장 역
- 2002년 : 《가문의 영광》 - 대서 부 역
- 2005년 : 《역전의 명수》 - 오순희 부 오동만 역 (특별출연)

### TV 예능
- 1991년~2007년 : KBS 《가족오락관》
- 1995년 KBS 《TV는 사랑을 싣고》
- 1996년 5월 17일 : KBS2 《퀴즈탐험 신비의 세계》
- 2003년 : KBS2 《비타민》
- 2014년 4월 7일 : KBS1 《우리말 겨루기》
- 2023년 7월 24일 : tvN STORY 《회장님네 사람들》

### 라디오 프로그램
- 2015년 EBS FM 《EBS 책 읽는 라디오 낭독 시리즈》

### CF 광고
- 바이엘코리아 카네스텐 크림 (1986년)
- 한국화장품 의약품사업부 스피클 (1987년) - "MBC 드라마 - 한 지붕 세 가족" 팀으로 출연.
- 일성신약 캐시딘 (1987년)
- 중앙교육연구원 중앙완전학습 (1988년)
- 롯데푸드 삼강 요구르뻬 (1989년)
- 롯데백화점 (1990년)
- 옥시레킷벤키저 청크린 (1991년)
- 동화약품 락테올 (1991년) - 이계진와 함께 출연.
- 알파제약 이반 트로키 (1991년)
- 부광약품 파로돈탁스 (1992년)
- 대도제약 용심 (1993년)
- 금성전선 금성 농업기계 (1993년)
- 동양화학 포도대장 입제 / 훼나리 액제 / 수화제 (1995년)
- 일동제약 아로나민 골드 - "MBC 드라마 - 종합병원" 팀으로 출연.
- 일양약품 영비천 (1996년)

## 수상 경력
- 1984년 - 제8회 대한민국연극제 최우수연기상
- 1988년 - MBC 연기대상 우수상

## 이외 경력
- 한국연극협회 회원
- 前 자유민주연합 당무위원(1997년 2월 1일 ~ 1997년 3월 3일)
- 前 서일대학 연극영화학과 겸임교수